# Kfar Achim
Kfar Achim (hebrejsky כְּפַר אַחִים, doslova „Vesnice bratrů“, v oficiálním přepisu do angličtiny Kefar Ahim, přepisováno též Kfar Ahim) je vesnice typu mošav v Izraeli, v Jižním distriktu, v Oblastní radě Be'er Tuvja.

## Geografie
Leží v nadmořské výšce 54 metrů v pobřežní nížině, v regionu Šefela.
Obec se nachází 13 kilometrů od břehu Středozemního moře, cca 36 kilometrů jižně od centra Tel Avivu, cca 45 kilometrů jihozápadně od historického jádra Jeruzalému a 2 kilometry severně od Kirjat Mal'achi. Severozápadně od vesnice se rozkládá letecká základna Chacor. Kfar Achim obývají Židé, přičemž osídlení v tomto regionu je etnicky převážně židovské.
Kfar Achim je na dopravní síť napojen pomocí dálnice číslo 3, která tu probíhá zároveň pod označením dálnice číslo 40.

## Dějiny
Kfar Achim byl založen v roce 1949. Novověké židovské osidlování tohoto regionu začalo po válce za nezávislost tedy po roce 1948, kdy oblast ovládla izraelská armáda.
Zakladateli mošavu byla skupina Židů z Rumunska a Polska. Pojmenována je podle obyvatel vesnice Kfar Warburg, kteří padli v roce 1948 během války za nezávislost. Zpočátku se ovšem mošav provizorně nazýval Kastina Alef (קסטינה א), podle vysídlené arabské vesnice Kastina, jež do roku 1948 stávala nedaleko odtud. Židovští osadníci nejprve pobývali v prostoru opuštěné arabské vesnice, po dvou letech se přemístili do nových domů v nynější lokalitě.

## Demografie
Podle údajů z roku 2014 tvořili naprostou většinu obyvatel v Kfar Achim Židé (včetně statistické kategorie "ostatní", která zahrnuje nearabské obyvatele židovského původu ale bez formální příslušnosti k židovskému náboženství).
Jde o menší obec vesnického typu s dlouhodobě rostoucí populací. K 31. prosinci 2014 zde žilo 794 lidí. Během roku 2014 populace stoupla o 1,1 %.
| Rok            | 1961 | 1972 | 1983 | 1995 | 2001 | 2003 | 2004 | 2005 | 2006 | 2007 | 2008 | 2009 | 2010 | 2011 | 2012 | 2013 | 2014 |
| -------------- | ---- | ---- | ---- | ---- | ---- | ---- | ---- | ---- | ---- | ---- | ---- | ---- | ---- | ---- | ---- | ---- | ---- |
| Počet obyvatel | 302  | 221  | 263  | 340  | 378  | 390  | 407  | 431  | 453  | 483  | 506  | 621  | 647  | 697  | 734  | 785  | 794  |